# Heliothodes macromacula
Heliothodes macromacula là một loài bướm đêm trong họ Noctuidae.